# Maracacueira

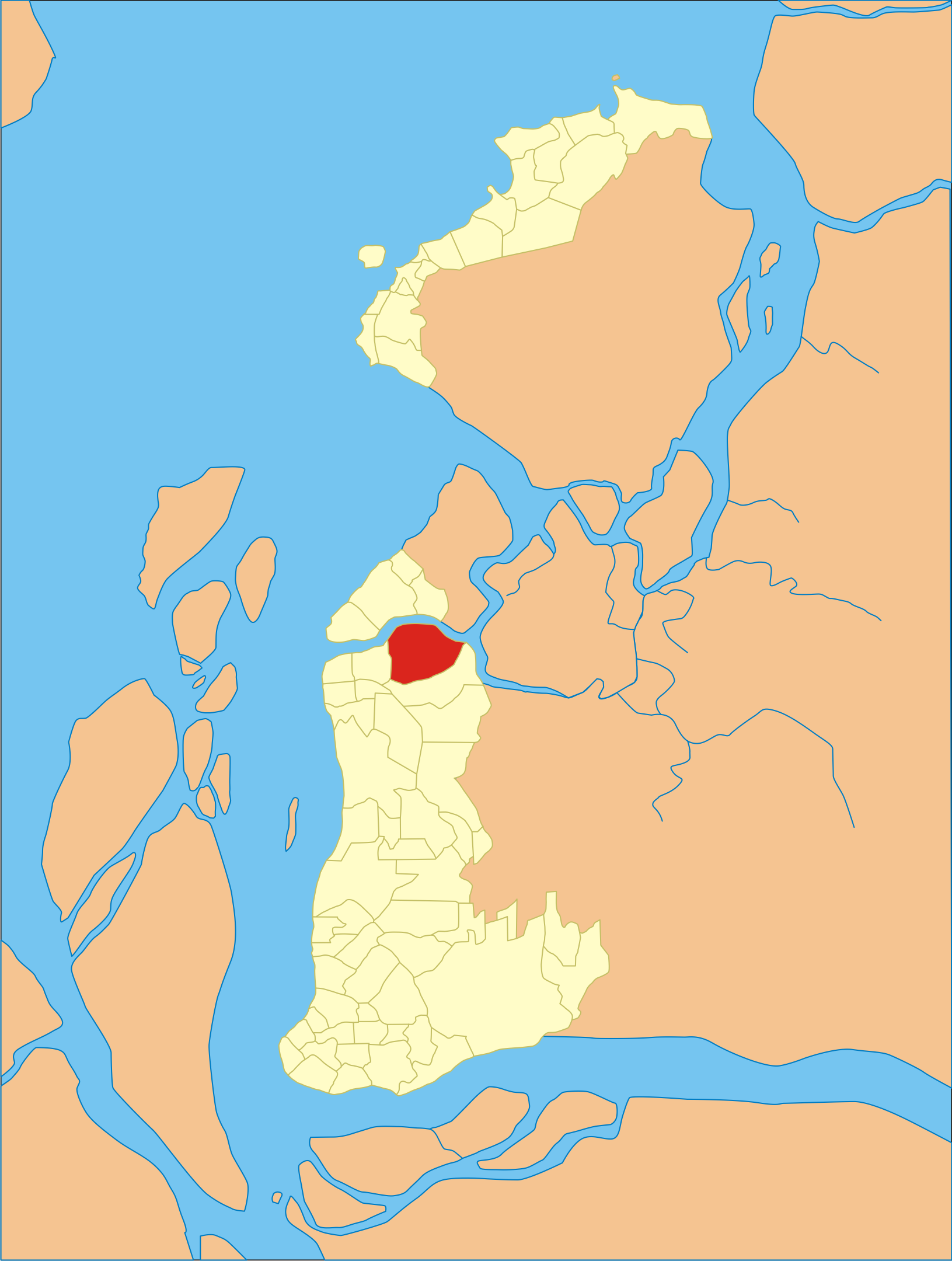
Localização do bairro Maracacueira em Belém

O bairro da Maracacuera está localizado em plena área destinada ao Distrito Industrial de Icoaraci, o que não impediu a sua ocupação residencial entre fábricas metalúrgicas e serrarias, em especial ocupadas irregularmente por famílias de baixa renda. Há também alguns clubes recreativos e motéis.